# Otto Sackur
Otto Sackur (* 28. September 1880 in Breslau; † 17. Dezember 1914 in Berlin) war ein deutscher Physikochemiker. Er war ein Pionier der Quantenstatistik.

## Leben
Sackur war der Sohn eines Fabrikdirektors und machte in Breslau sein Abitur. Er studierte ab 1898 Chemie in Heidelberg, Berlin und an der Universität Breslau und promovierte dort 1901 bei Richard Abegg über das Verhalten starker Elektrolyte. Danach war er Assistent im Chemielabor und 1902/3 am Kaiserlichen Gesundheitsamt in Berlin als wissenschaftlicher Hilfsarbeiter. 1904/5 war er für einige Monate an der Universität London bei William Ramsay, wo er sich mit Radioaktivität befasste, und danach bei Walther Nernst in Berlin. Nach der Habilitation in Breslau wurde er 1905 Privatdozent und 1911 Titular-Professor in Breslau. 1912 ging er zu Fritz Haber ans Kaiser-Wilhelm-Institut für Physikalische Chemie und Elektrochemie in Dahlem, wo er 1913 Abteilungsleiter wurde. Sackur kam am 17. Dezember 1914 bei einer Explosion im Labor Habers ums Leben, wo er an geheimen Forschungen über kriegswichtige Sprengstoffe und Giftgase  beteiligt war.

## Werk
Sackur arbeitete sowohl experimentell als auch theoretisch. Er  recherchierte  aktuelle Publikationen und referierte hierüber
im Chemischen Zentralblatt.
Er entwickelte zur gleichen Zeit wie Hugo Tetrode (um 1912) die Sackur-Tetrode-Gleichung zur Berechnung der Entropie einatomiger idealer Gase nach der klassischen Statistischen Mechanik. Bei der Anpassung seiner Formel an die Messdaten für Quecksilber-Dampf machte er 1913 die bedeutende Entdeckung, dass für die „Größe der Phasenraumzelle“ für jede der drei Koordinaten genau die Plancksche Konstante h gewählt werden muss, um Übereinstimmung mit den Daten zu erzielen. Im Rahmen der klassischen Methode war die Phasenraumzelle nichts als ein notwendiger mathematischer Trick gewesen, um statistische Berechnungen anstellen zu können. Daher ließ man zuvor ihre Größe am Ende der Rechnung, wenn möglich, gegen Null schrumpfen oder suchte sie aus Ergebnissen weitgehend zu entfernen. Max Planck nannte die Erkenntnis von Sackur „von fundamentaler Bedeutung für die ganze Thermodynamik“.

## Schriften
- Lehrbuch der Thermochemie und Thermodynamik, 1912, 2. Auflage (herausgegeben von Clara von Simson) Springer 1928
- Die chemische Affinität und ihre Messung, Vieweg 1908
- mit Richard Abegg Physikalisch-Chemische Rechenaufgaben, Sammlung Göschen 1914